# Дневник Джулиуса Родмена
Дневник Джулиуса Родмена, представляющий собой описание первого путешествия через скалистые горы северной Америки, совершенного цивилизованными людьми (англ. The Journal of Julius Rodman, Being an Account of the First Passage across the Rocky Mountains of North America Ever Achieved by Civilized Man) — неоконченная повесть Эдгара Аллана По.
Повесть выходила в «Burton’s Gentleman’s Magazine» с января по июнь 1840 года, где По работал редактором. В июне По был уволен владельцем журнала, и забросил повесть.

## Сюжет
Повесть представляет собой якобы дневник фиктивного американского путешественника и первооткрывателя Джулиуса Родмена, подготовленный к публикации Burton’s Gentleman’s Magazine, с большим количеством текста «от редакции».
Дневник описывает организованную Родменом экспедицию охотников за пушниной в малоисследованные области верховьев Миссури, мирные встречи и боевые столкновения с индейцами, сцены охоты, живописные картины северо-американской природы.
Повесть обрывается после сцены нападения бурых медведей.